# Senecio elegans
Senecio elegans es una especie de plantas de la familia Asteraceae. Originaria de Provincia del Cabo. Introducida en Europa, Australia y Estados Unidos.

## Descripción
Es una hierba anual que produce un tallo único, erecto y ramificado que alcanza una altura máxima de unos 60 centímetros con flores terminales. Las hojas tienen láminas de hasta unos 8 centímetros de largo que están profundamente cortadas o divididas en varios lóbulos dentados. La hierba es algo peluda y glandular, pegajosa al tacto. La inflorescencia tiene las lígulas alineadas con brácteas de punta negra en el receptáculo. Las flores sesiles del disco amarillentas. Cada uno tiene generalmente 13 floretes radiales (ligulas) de 1 a 1.5 centímetros de largo, que pueden ser casi de cualquier tono de rojo-púrpura.
Una vez polinizadas, las cabezas de las flores se convierten en bolas blancas y esponjosas, listas para que el viento disperse las semillas en forma de vilano.

## Distribución
Es originaria del sur de África y se cultiva como planta ornamental por sus coloridas flores. Se sabe que escapa al cultivo y se naturaliza en áreas de clima apropiado; se puede encontrar en estado silvestre en partes de Nueva Zelanda, Australia, [3] las Azores y en la costa central de California. Le favorece un clima mediterráneo, a menudo en la costa.

## Taxonomía
Senecio elegans descrita por Carlos Linneo y publicada en Sp. Pl. 869. (1753).
- Senecio elegans publicada por Thunb. en Fl. Cap. ed. Schult. en (1823). corresponde a Senecio arenarius  Thunb.[3]
- Senecio elegans de Willd. es el Senecio elegans de Carlos Linneo[4]

## Sinonimia
- Brachyscome carnosa (W.T.Aiton) M.R.Almeida
- Cacalia carnosa W.T.Aiton
- Jacobaea elegans (L.) Moench
- Kleinia carnosa (Ait.) Endl.
- Kleinia carnosa (Ait.) Haw.
- Senecio elegans var. diffusus Ewart
- Senecio elegans var. erectus Ewart
- Senecio pseudoelegans Less.

## Usos

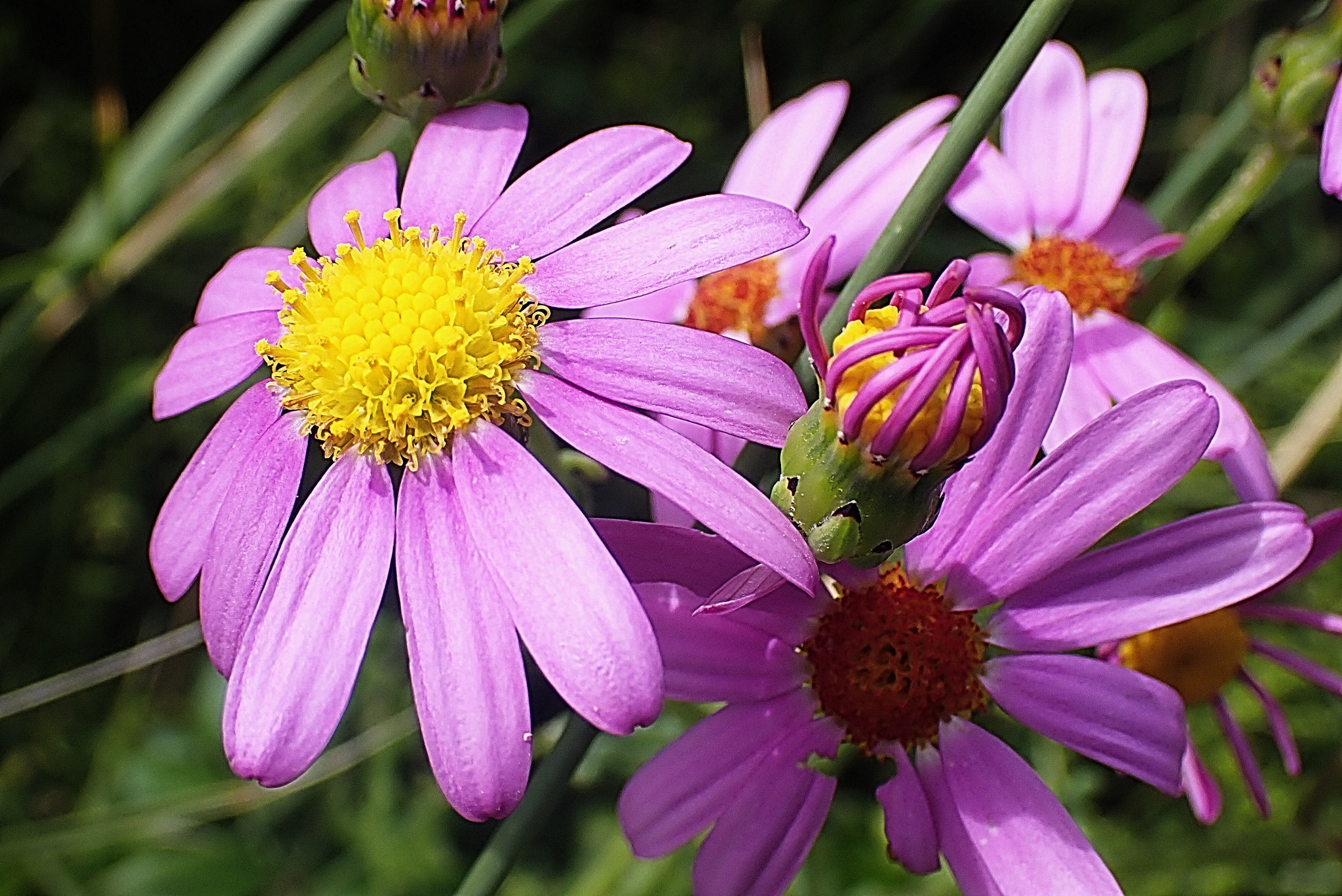
Detalle de los inflorescencias

Senecio elegans es ampliamente utilizado en jardinería para formar grupos en parterres por sus flores del tipo margarita con flores de color purpúreas, carmesís o rosadas con el boton central amarillo.